# 里
里（り）は、尺貫法における長さの単位である。現在の中国では500 m、日本では約3927.2727 m = 約3.9 km、朝鮮では約400 mに相当する。

## 中国
里は元々は古代中国の周代における面積の単位であり、300歩四方の面積を表していた。のちにこの1辺の長さが距離の単位となった。
周・漢の1歩は1.3 m余りであったと推定され、したがって1里の長さは400 mほどであった。のちに1歩を5尺、360歩（=1800尺）を1里とし、この関係が清まで続いたが、時代によって1尺の長さが変動したため、1里の長さもそれにしたがって変化した。清の営造尺とメートル法の関係は清朝滅亡後の1915年に定義され、1尺=32 cmであったため、1里は576 mだった。
国民革命後の1929年にこの値は廃止された。新たに定義された市制では、1里=1⁄2 km=500 m=1500尺とした。キロメートルにも「里」の字を宛てたため、区別のために前者を市里、後者を公里という。

## 日本

### 古代
日本にも中国の「里」が伝えられ、律令制では、大宝律令で「里 = 5町 = 300歩」と規定されていた。
当時の尺は、現存するものさしの実測によれば曲尺（1000⁄33 cm ≒ 30.3 cm）より2 – 3 %短いため、歩・町も同じ比率で短くなる。当時の1里はおよそ533.5 mであったと推定されている。

### 中世・近世
律令制崩壊後は時代や地域によって様々な里が使われるようになったが、おおむね5町（≒545 m）から6町（≒655 m）の間であった。なお本節では、明治に定められた「1町 = 1200⁄11 m ≒ 109 m」の比をさかのぼって使う。
ただ、「里」は長い距離であるので、直接計測するのは困難である。そこで、半時（約1時間）歩いた距離を1里と呼ぶようになった。人が歩く速度は地形や道路の状態によって変わるので、様々な長さの里（36町里、40町里、48町里など）が存在することになるが、目的地までの里数だけで所要時間がわかるという利点がある。しかし、やはりこれでは混乱を招くということで、豊臣秀吉が36町里（≒3927 m）に基づく一里塚を導入し、1604年に徳川家康が子の秀忠に命じて全国に敷設させた（ただし実際には、独自の間隔で敷設されていた各地の里が完全に置き換えられることはなかった）。
1里を36町と定めたのは織田信長という説があるが誤りで、それ以前にも「東大寺造立供養記」(1196)・『平家物語』(13世紀)・『太平記』(14世紀)・『富士の道記』(1432ごろ)に用例がある。
このように、もっぱら6町の里と36町の里が併存し、「小道（こみち）」「大道（おおみち）」や「大里」「小里」などと区別した。また、小道は東国で使われたため「坂東道」「東道」「田舎道」など、大道は「西国道」「上道」などとも呼ばれた。東国で小道が使われていた名残は、七里ヶ浜（神奈川県）や九十九里浜（千葉県）のような地名に残っている。陸奥国では江戸時代後期まで小道が使われていたが、すでに古風と思われていた。
伊勢道の里（一里塚の間隔の意）は、通常の大道よりさらに少し長かった。36町・2160間には違いないが「1間 = 6尺5寸」としており、通常の「1間 = 6尺」で換算すれば39町（≒4255 m）となる。1間の長さは徳川家康が6尺と定める以前はさまざまな値があり、6尺5寸の間は織田信長も用いた代表的な1つで、これに基づく39町相当の里は伊勢道以外にも散見される。伊勢道の里が48町（≒5236 m）であるというのは、外宮と内宮の間が48町であることから来た誤解であるという。

### 近代
明治時代に入り、メートル条約加入後の1891年に制定した度量衡法では、1里=36町とし、それ以外の里の使用を禁止した。1町=60間=360尺であるので1里=36町 = 12960尺 = 3.927 km（上線部は循環小数）= 約3927.2727 mとなる。
上記のとおり中国の1里と日本の1里は長さが大きく異なるため、日本の文献内で中国の里のことを「支那里」と呼んで区別していた時代もある。

## 朝鮮
朝鮮では距離測定に通常より短い「周尺」と呼ばれる20 cmほどの短い尺を基本にして、周尺6尺を1歩、360歩を1里、30里を1息とした。大韓帝国時代の1902年にはメートル法との対応が定義されたが、周尺を日本の曲尺の0.66倍（ちょうど20 cm）とし、350歩（=2100周尺=1386尺）、すなわちちょうど420 mを1里とした。
1909年に日本の尺貫法に基づく新しい度量衡法が制定されたが、日本と朝鮮では里の距離が違いすぎたので、日本の1里を朝鮮の10里とした。
1964年に度量衡はメートル法に統一され、公式には里は使われなくなった。現在「里」というと「だいたい400 m」の意味で理解される。韓国の国歌や、北朝鮮の国歌の旧歌詞にある「三千里」は約1200km、すなわち朝鮮半島の南北の長さを意味する。南北関係悪化後の2024年、北朝鮮は歌詞から「三千里」を削除した。